# Alpignano
Alpignano là một đô thị ở tỉnh Torino trong vùng Piedmont, có vị trí cách khoảng 15 km về phía tây của Torino, nước Ý. Tại thời điểm ngày 31 tháng 12 năm 2004, đô thị này có dân số 17.036 người và diện tích là 12,0 km².
Alpignano giáp các đô thị: Val della Torre, San Gillio, Pianezza, Caselette, Rivoli.